# SN 2006ne
SN 2006ne – supernowa typu Ia odkryta 8 listopada 2006 roku w galaktyce A011337+0025. W momencie odkrycia miała maksymalną jasność 21,10m.